# Englische Cricket-Nationalmannschaft in Neuseeland in der Saison 1983/84
Die Tour der englischen Cricket-Nationalmannschaft nach Neuseeland in der Saison 1983/84 fand vom 20. Januar bis zum 25. Februar 1984 statt. Die internationale Cricket-Tour war Bestandteil der Internationalen Cricket-Saison 1983/84 und umfasste drei Tests und drei ODIs. Neuseeland gewann die Test-Serie 1–0, während England die ODI-Serie 1–0.

## Vorgeschichte
Für beide Mannschaften war es die erste Tour der Saison.
Das letzte Aufeinandertreffen der beiden Mannschaften bei einer Tour fand in der Saison 1983 in England statt.

## Stadien
Die folgenden Stadien wurden für die Tour als Austragungsort vorgesehen.
| Stadion        | Stadt        | Kapazität | Spiele          |
| -------------- | ------------ | --------- | --------------- |
| Eden Park      | Auckland     | 50.000    | 3. Test; 3. ODI |
| Lancaster Parc | Christchurch | 38.628    | 2. Test; 1. ODI |
| Basin Reserve  | Wellington   | 11.000    | 1. Test; 2. ODI |

## Kaderlisten
Die folgenden Kader wurden vor der Tour bekanntgegeben.
| Test | Test | ODI | ODI |
| Neuseeland | England | Neuseeland | England |
| --- | --- | --- | --- |
| - Stephen Boock - Chris Cairns - Ewen Chatfield - Jeremy Coney - Jeff Crowe - Martin Crowe - Bruce Edgar - Richard Hadlee - Geoff Howarth - Ian Smith - Martin Snedden - John Wright | - Ian Botham - Nick Cook - Norman Cowans - Neil Foster - Graeme Fowler - Mike Gatting - David Gower - Allan Lamb - Vic Marks - Tony Pigott - Derek Randall - Chris Smith - Chris Tavaré - Paul Taylor - Bob Willis | - Stephen Boock - Chris Cairns - Ewen Chatfield - Jeremy Coney - Jeff Crowe - Martin Crowe - Bruce Edgar - Trevor Franklin - Richard Hadlee - Geoff Howarth - Gary Robertson - Ian Smith - Peter Webb - John Wright | - Ian Botham - Norman Cowans - Neil Foster - Mike Gatting - David Gower - Allan Lamb - Vic Marks - Derek Randall - Chris Smith - Paul Taylor - Bob Willis |

## Tests

### Erster Test in Wellington
| 20. – 24. Januar Scorecard | Wellington (BR) | Neuseeland 219 (93.4) & 537 (187.3) | – | England 463 (132.5) & 69-0 (22) |
|                            |                 | Remis                               |   |                                 |

### Zweiter Test in Christchurch
| 3. – 5. Februar Scorecard | Christchurch (LP) | Neuseeland 307 (72.1)                             | – | England 82 (50.2) & 93 (51) (f/o) |
|                           |                   | Neuseeland gewinnt mit einem Innings und 132 Runs |   |                                   |

### Dritter Test in Auckland
| 10. – 15. Februar Scorecard | Auckland | Neuseeland 496-9d (169.2) & 16-0 (5) | – | England 439 (227.3) |
|                             |          | Remis                                |   |                     |

## One-Day Internationals

### Erstes ODI in Christchurch
| 18. Februar Scorecard | Christchurch (LP) | England 188-9 (50)          | – | Neuseeland 134 (42.1) |
|                       |                   | England gewinnt mit 54 Runs |   |                       |

### Zweites ODI in Wellington
| 22. Februar Scorecard | Wellington (BR) | Neuseeland 135 (47.1)         | – | England 139-4 (45.1) |
|                       |                 | England gewinnt mit 6 Wickets |   |                      |

### Drittes ODI in Auckland
| 25. Februar Scorecard | Auckland | England 209-9 (50)               | – | Neuseeland 210-3 (45.3) |
|                       |          | Neuseeland gewinnt mit 7 Wickets |   |                         |